# Josemi
Josemi (Torremolinos, 1979. november 15. –) spanyol labdarúgó, jelenleg az RCD Mallorca hátvédje.

## Karrierje
Josemi pályafutását a Málagában kezdte, 1998-ban mutatkozott be annak B csapatában. 2001-ben került fel az első csapatba, ahol hamar felkeltette a nagyobb klubok érdeklődését.
2004-ben a Liverpool FC vezetőedzője, a honfitárs Rafa Benítez szerződtette 2 millió fontért. Első szezonjában még inkább kezdő volt, ám miután egy alkalommal kiállították, elvesztette kezdőcsapatbeli helyét azzal a Steve Finnannel szemben, akit már egyszer kiszorított. 2006 januárjában hazaigazolt.
2005-ben a Villarreal játékosa lett, helyet cserélt a holland Jan Kromkamppal.
2008 óta a Mallorca játékosa.

## Pályafutása statisztikái
| Teljesítmény klubjában | Teljesítmény klubjában | Teljesítmény klubjában | Bajnokság | Bajnokság                         | Kupa         | Kupa         | Ligakupa        | Ligakupa        | Nemzetközi | Nemzetközi | Összesen | Összesen |
| Szezon                 | Klub                   | Bajnokság              | Mérk.     | Gól                               | Mérk.        | Gól          | Mérk.           | Gól             | Mérk.      | Gól        | Mérk.    | Gól      |
| Spanyolország          | Spanyolország          | Spanyolország          | Bajnokság | Bajnokság                         | Copa del Rey | Copa del Rey | Copa de la Liga | Copa de la Liga | Európa     | Európa     | Összesen | Összesen |
| ---------------------- | ---------------------- | ---------------------- | --------- | --------------------------------- | ------------ | ------------ | --------------- | --------------- | ---------- | ---------- | -------- | -------- |
| 2000–01                | Málaga                 | La Liga                | 1         | 0                                 |              |              |                 |                 |            |            |          |          |
| 2001–02                | Málaga                 | La Liga                | 23        | 0                                 |              |              |                 |                 |            |            |          |          |
| 2002–03                | Málaga                 | La Liga                | 31        | 0                                 |              |              |                 |                 |            |            |          |          |
| 2003–04                | Málaga                 | La Liga                | 37        | 0                                 |              |              |                 |                 |            |            |          |          |
| Anglia                 | Anglia                 | Anglia                 | Bajnokság | Bajnokság                         | FA-kupa      | FA-kupa      | League Cup      | League Cup      | Európa     | Európa     | Összesen | Összesen |
| 2004–05                | Liverpool              | Premier League         | 15        | 0                                 |              |              |                 |                 |            |            |          |          |
| 2005–06                | Liverpool              | Premier League         | 6         | 0                                 |              |              |                 |                 |            |            |          |          |
| Spanyolország          | Spanyolország          | Spanyolország          | Bajnokság | Bajnokság                         | Copa del Rey | Copa del Rey | Copa de la Liga | Copa de la Liga | Európa     | Európa     | Összesen | Összesen |
| 2005–06                | Villarreal             | La Liga                | 9         | 0                                 |              |              |                 |                 |            |            |          |          |
| 2006–07                | Villarreal             | La Liga                | 23        | 0                                 |              |              |                 |                 |            |            |          |          |
| 2007–08                | Villarreal             | La Liga                | 1         | 0                                 |              |              |                 |                 |            |            |          |          |
| 2008–09                | Mallorca               | La Liga                | 25        | 1                                 |              |              |                 |                 |            |            |          |          |
| Összesen               | Spanyolország          | Spanyolország          | 149       | 1\|\|\|\|\|\|\|\|\|\|\|\|\|\|\|\| |              |              |                 |                 |            |            |          |          |
| Összesen               | Anglia                 | Anglia                 | 21        | 0\|\|\|\|\|\|\|\|\|\|\|\|\|\|\|\| |              |              |                 |                 |            |            |          |          |
| Karrierje összesen     | Karrierje összesen     | Karrierje összesen     | 170       | 1\|\|\|\|\|\|\|\|\|\|\|\|\|\|\|\| |              |              |                 |                 |            |            |          |          |

## Sikerei, díjai
- Intertotó-kupa: 2002
- BL: 2004-05
- UEFA-szuperkupa: 2005

## Külső hivatkozások
- Statisztikái az LFP honlapján (spanyolul)
- BDFutbol
- Josemi pályafutásának statisztikái a Soccerbase oldalon (angolul)